# Gran Turismo Sport
Gran Turismo Sport – symulacyjna gra wyścigowa, której deweloperem jest Polyphony Digital, na czele którego stoi Kazunori Yamauchi, a wydawcą Sony Interactive Entertainment. Tytuł przeznaczony wyłącznie na konsolę PlayStation 4. Gra po raz pierwszy została zapowiedziana w 2015 roku podczas Paris Games Week. Jest siódmą odsłoną głównej serii oraz pierwszą grą Gran Turismo wydaną na konsolę PlayStation 4.

## Rozgrywka
Podobnie jak w poprzednich odsłonach serii gra skupia się na wyścigach torowych oraz szutrowych kładąc nacisk na symulacyjny model jazdy. Wyścigi rozgrywane są o różnych porach dnia. Od godzin porannych po noc uwzględniając poziom zachmurzenia. Największą zmianą w stosunku do wcześniejszych gier spod szyldu Gran Turismo jest zaakcentowanie rywalizacji pomiędzy graczami w trybie sieciowym „Sport”. Można znaleźć też tryby dla pojedynczego gracza takie jak kariera, szkoła jazdy, wyzwania, doświadczenia torowe, lub stworzyć swój własny wyścig.

### „Sport”
W tym trybie można rywalizować z maksymalnie 23 innymi zawodnikami w dwóch pucharach: Pucharze Krajów i Pucharze Producenta. Gra skupia się na odtworzeniu atmosfery prawdziwych zawodów, w których obowiązują reguły fair-play. Warunkiem dołączenia do rozgrywki sieciowej jest obejrzenie filmów szkoleniowych mówiących o etykiecie wyścigowej oraz zasadach fair-play.

### Szkoła jazdy
W szkole jazdy znajdują się 24 wyzwania podzielone na te dla początkujących (1-12), oraz dla zaawansowanych (13-24). Poziom początkujący obejmuje podstawy manewrowania pojazdem takie jak przyspieszanie, hamowanie oraz pokonywanie zakrętów. Wyzwania z poziomu zaawansowanego to nauka wyprzedzania innych pojazdów oraz bardziej wymagających manewrów, jazdy na szutrze oraz w kontrolowanym poślizgu. Za każde wyzwanie możemy otrzymać medale (złoty, srebrny, brązowy). W zależności od prędkości oraz dokładności wykonania danej próby przyznawany jest odpowiedni medal. We wszystkich wyzwaniach szkoły jazdy wyjechanie poza tor, lub kolizja z bandą lub innym pojazdem kończy się dyskwalifikacją.

## Technologia
Gra dzięki możliwościom PlayStation 4 Pro może być wyświetlona w rozdzielczości 4K (3840 × 2160 pikseli). Korzysta również z technologii HDR. Gran Turismo Sport obsługuje również technologię VR przy współpracy z goglami Sony PlayStation VR. Z tej technologii można korzystać tylko podczas gry dla jednego gracza, w trybie próby czasowej oraz podczas wyścigu tylko z jednym rywalem komputerowym.